# Hyalopleiochaeta delicata
Hyalopleiochaeta delicata är en svampart som beskrevs av R.F. Castañeda, Guarro & Cano 1996. Hyalopleiochaeta delicata ingår i släktet Hyalopleiochaeta, divisionen sporsäcksvampar och riket svampar.   Inga underarter finns listade i Catalogue of Life.